# Nerv (musikalbum)
Nerv är Attentats fjärde studioalbum, första albumet efter comebacken och första albumet på Arda Records.  

## Låtlista
1. Guds bästa barn 2:35
2. Genom elden igen 4:17
3. Tiden är ingenting 3:25
4. Spårvagn till himlen 3:56
5. Lucy & jag 3:30
6. Schizofren 4:25
7. Riva ett sår 4:05
8. Prövostenen I 3:30
9. Helikoptermannen 4:10
10. Tårgas baby 1:51
11. Ett steg Till 3:22
12. Prövostenen II 3:58

Text och musik: Attentat 

## Medverkande
- Attentat: Mats Jönsson, Magnus Rydman, Cristan Odin, Peter Björklund och Roberto Laghi
- Claes Andersson - kör, klaviatur
- Stefan Sandberg - saxofon, på spår 7
- Gitte Persson - kör på spår 8 och 12
- Sverker Stenbäcken - dragspel på spår 5

### Fotnoter
1. ↑  ”"Nerv" på Discdogs”. https://www.discogs.com/Attentat-Nerv/release/8959794. Läst 18 september 2017.